# Ксенија Јанићијевић
Ксенија Јанићијевић Ђокић (Београд, 1968) српска је филмска и телевизијска глумица.

## Биографија
Рођена је 1968. године као дете глумца Јована Јанићијевића. Глумачку каријеру започела је 1986. године улогом у филму Секула и његове жене, где је глумила заједно са оцем.
Публици је позната по улогама у серијалу филмова о Секули, али и улози у хумористичком програму Бориса Бизетића ББ шоу, односно Смех терапија.

## Филмографија
| Год.       | Назив                 | Улога           |
| ---------- | --------------------- | --------------- |
| 1986.      | Секула и његове жене  | Милка           |
| 1991.      | Секула се опет жени   | Милка           |
| 1991.      | Гњурац                | Рада „Бубили“   |
| 1992.      | Секула невино оптужен | Милка           |
| 1992.      | Велика фрка           | Мира            |
| 2006—2009. | Сељаци (ТВ серија)    | Сандра          |
| 2013.      | Звездара (ТВ серија)  | Моника Марковић |

## Референца
1. ↑  „NEKAD I SAD: Zasmejavala vas je ulogom Zorke ‘gradske ribe’, a evo kako sad izgleda”. dnevno.rs. Приступљено 19. 1. 2022.
2. ↑  „GDE JE I ŠTA RADI PLAVUŠA IZ BB ŠOUA?!”. vesti.rs. Приступљено 19. 1. 2022.